# Hyundai Grandeur
Hyundai Grandeur (укр. Хюндай Ґрандеур) — седани, що виробляються концерном Hyundai Motor Company з 1986 року.
Основні конкуренти — Ford Taurus, Toyota Avalon і Chevrolet Impala.

## Hyundai Grandeur (1986—1992)

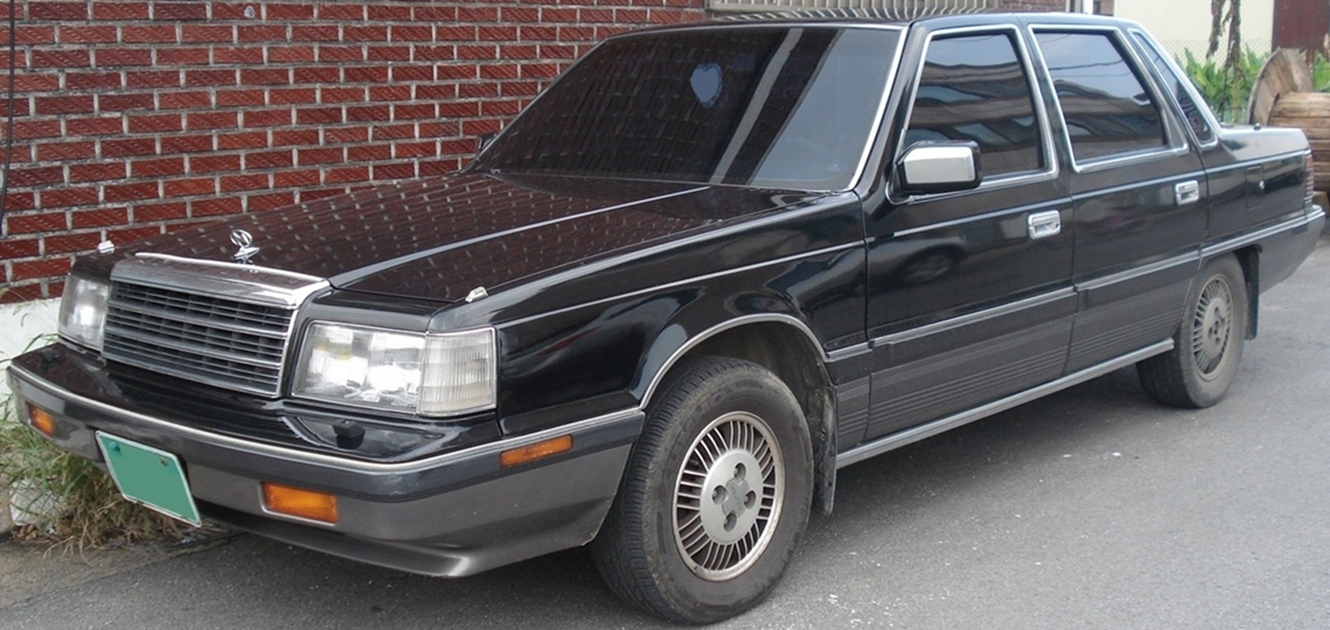
Hyundai Grandeur 1

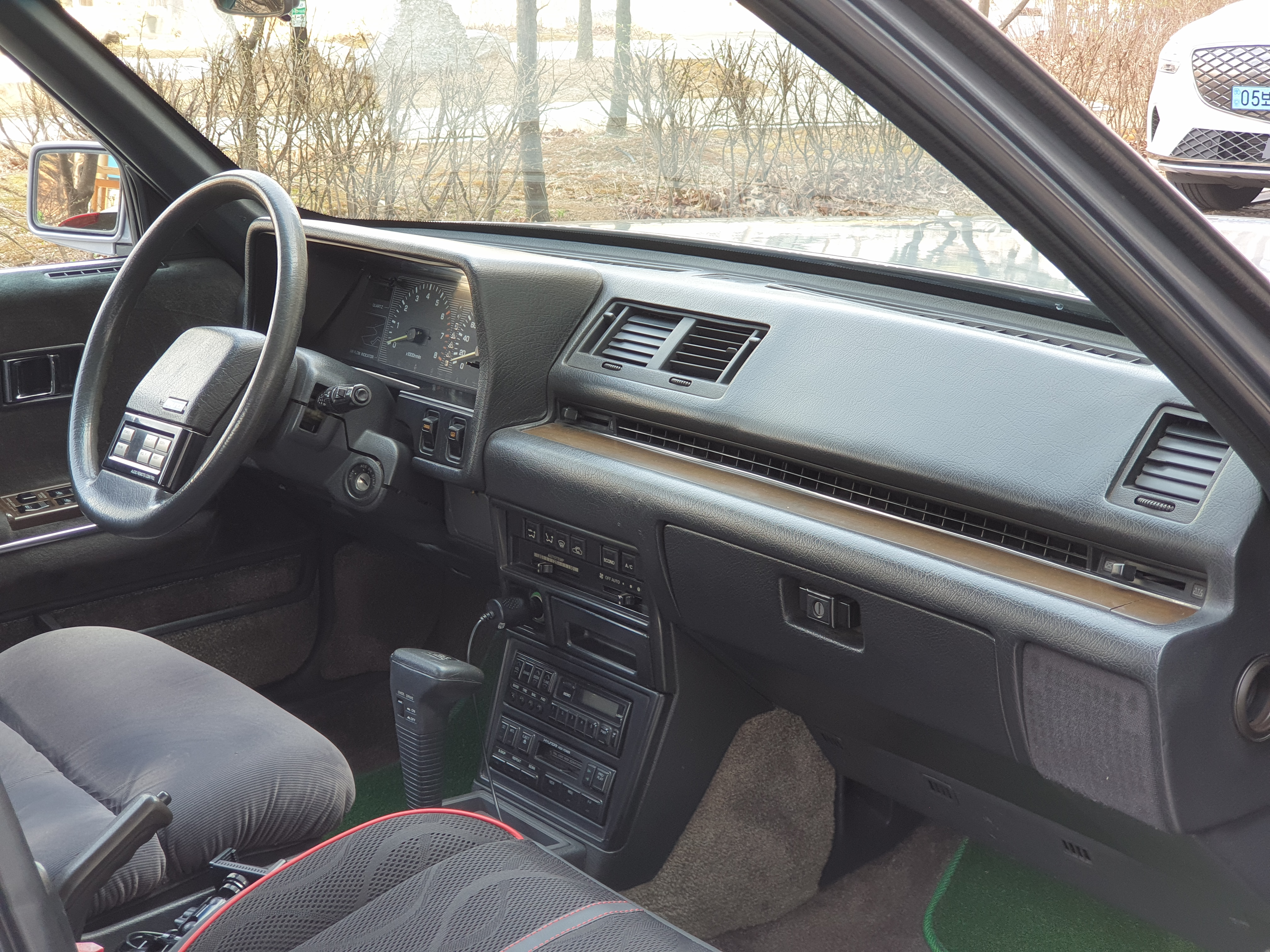

Седан Hyundai Grandeur першого покоління — один з ранніх прикладів бедж-інжинірингу. Модель, яка стала на конвеєр заводу в корейському Ульсані в 1986 році, була двійником іншої четирехдверки — Mitsubishi Debonair другої генерації. На Grandeur (довжина кузова — 4865 мм, колісна база — 2735 мм) ставили японські чотирициліндрові двигуни 2.0 та 2.4 сімейства 4G6, а також «шістку» об'ємом 3.0 літри. Коробок передач пропонувалося дві — п'ятиступінчаста «механіка» і чотирьохдіапазонний «автомат». У 1989-му Grandeur пережив рестайлінг, а його виробництво припинилося в 1992-му. До речі, в Південній Кореї це був один із найпопулярніших автомобілів у класі.

## Hyundai Grandeur (1992—1998)

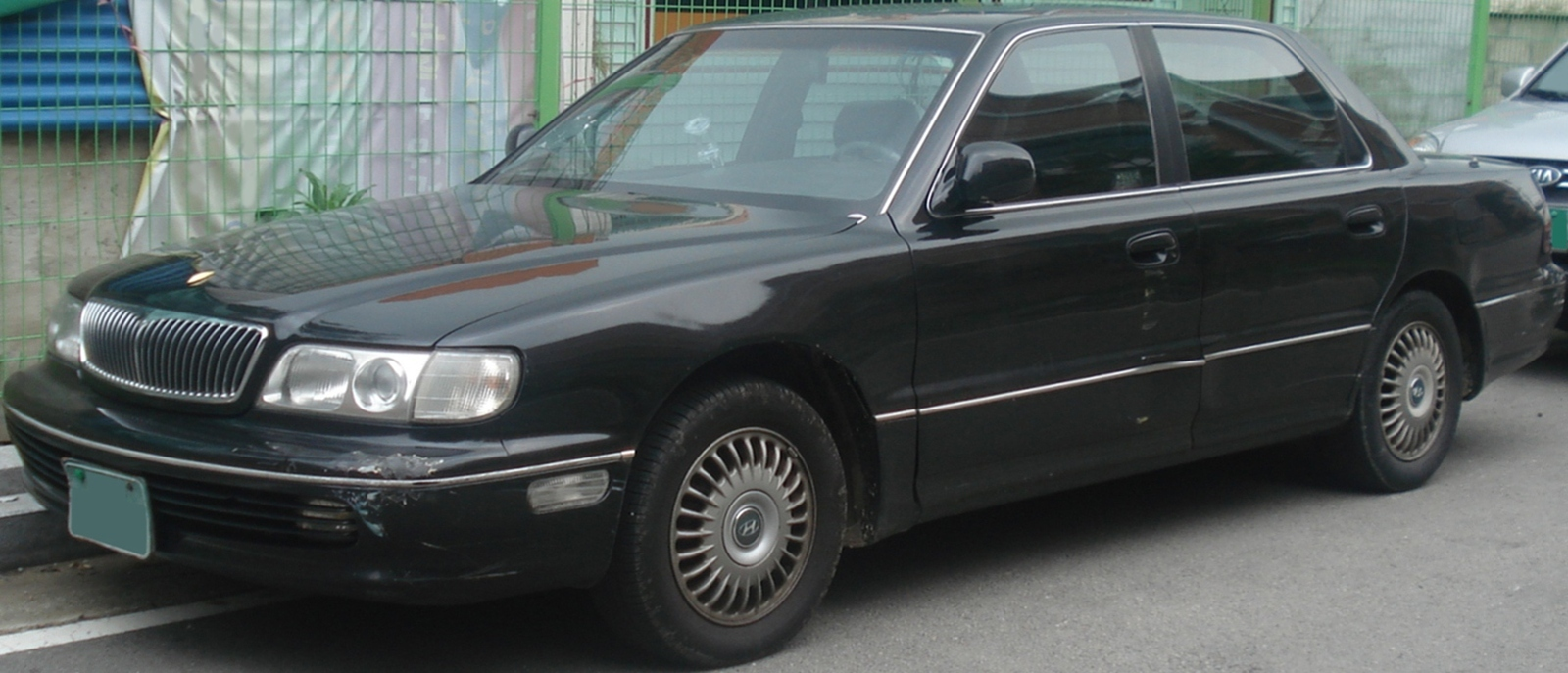
Hyundai Grandeur 2

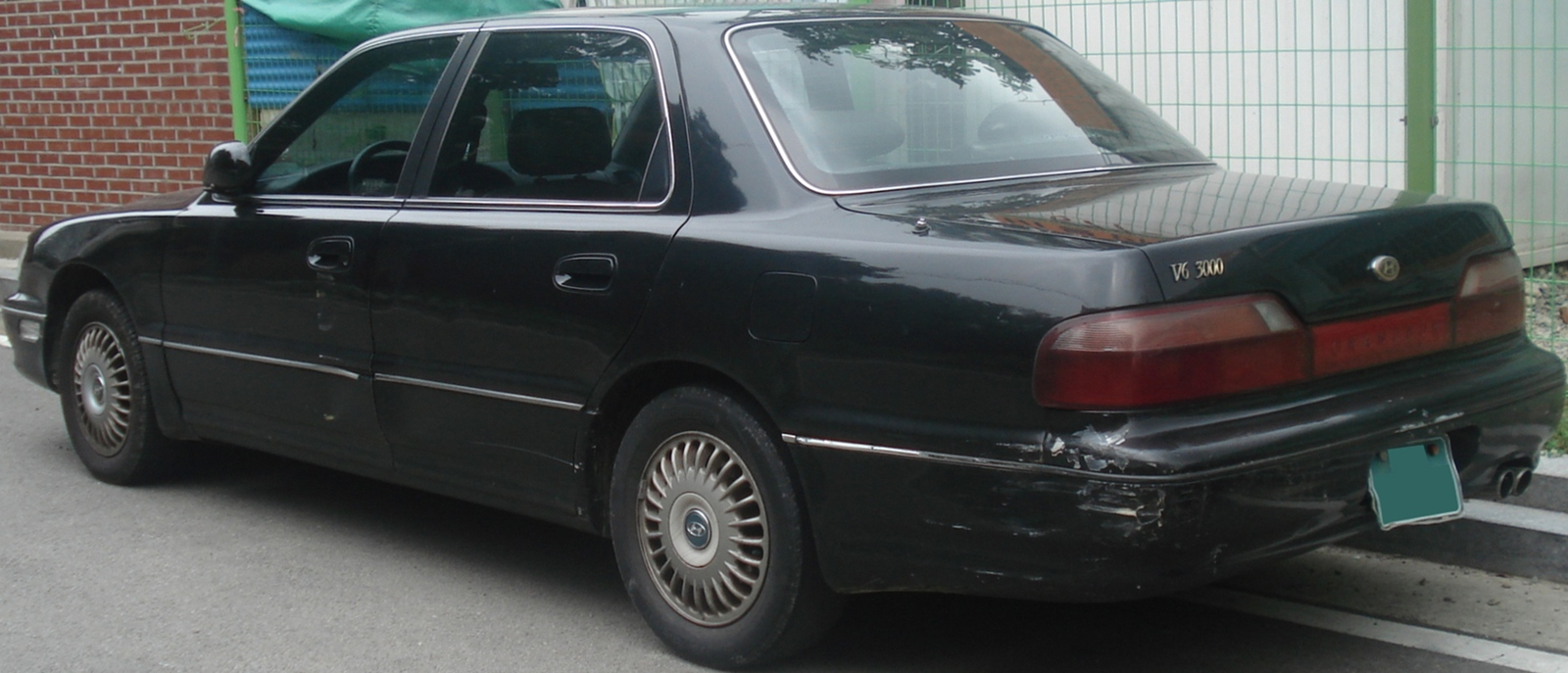
Hyundai Grandeur 2

Grandeur другого покоління, що дебютував в 1992 році, теж був ліцензійною копією седана Mitsubishi Debonair (тепер вже третього покоління). Довжина «корейця» збільшилася до майже представницьких 4980 мм, а відстань між осями — до 2745 мм. Лінійка двигунів повністю змінилася: з гамми зникли «четвірки», а їх місце зайняли шестициліндрові двигуни сімейства 6G7 2.0, 2.5, 3.0 та 3.5. Останній розвивав 260 кінських сил і агрегатувався тільки з чотириступінчастим «автоматом». З іншими моторами могла працювати ще й ручна коробка з п'ятьма передачами. Завод в Ульсані припинив робити машини другого покоління в 1998 році.

### Двигуни
- 2.0 л 6G71 V6
- 2.5 л 6G73 V6
- 3.0 л 6G72 V6
- 3.5 л 6G74 V6

## Hyundai Grandeur XG (1998—2005)

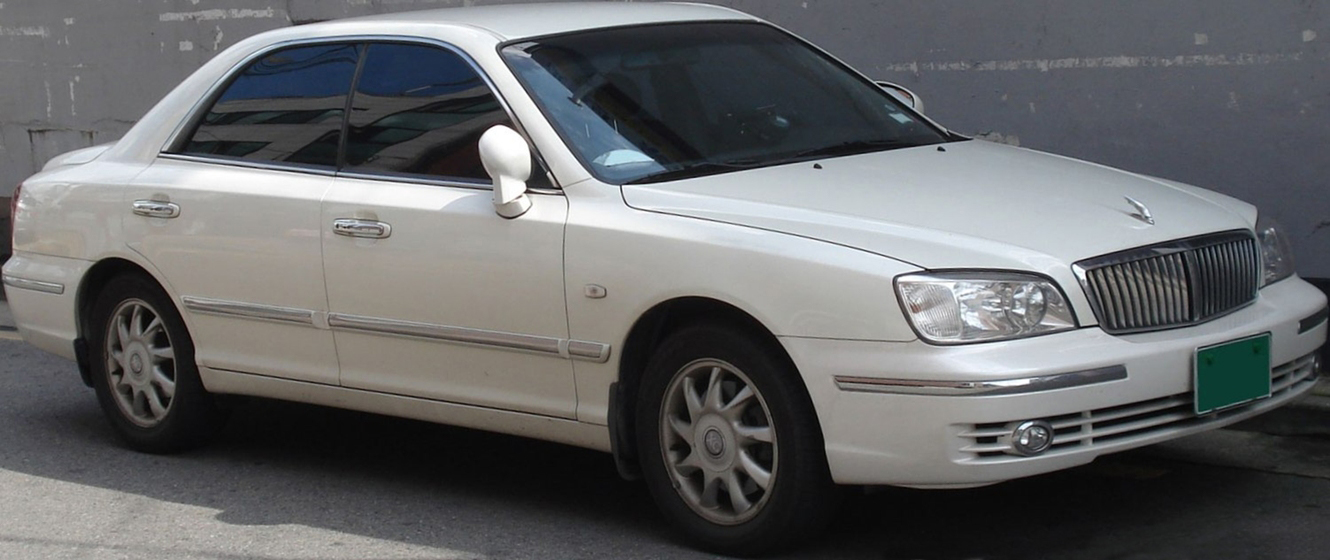
Hyundai Grandeur 3 (2002—2005)

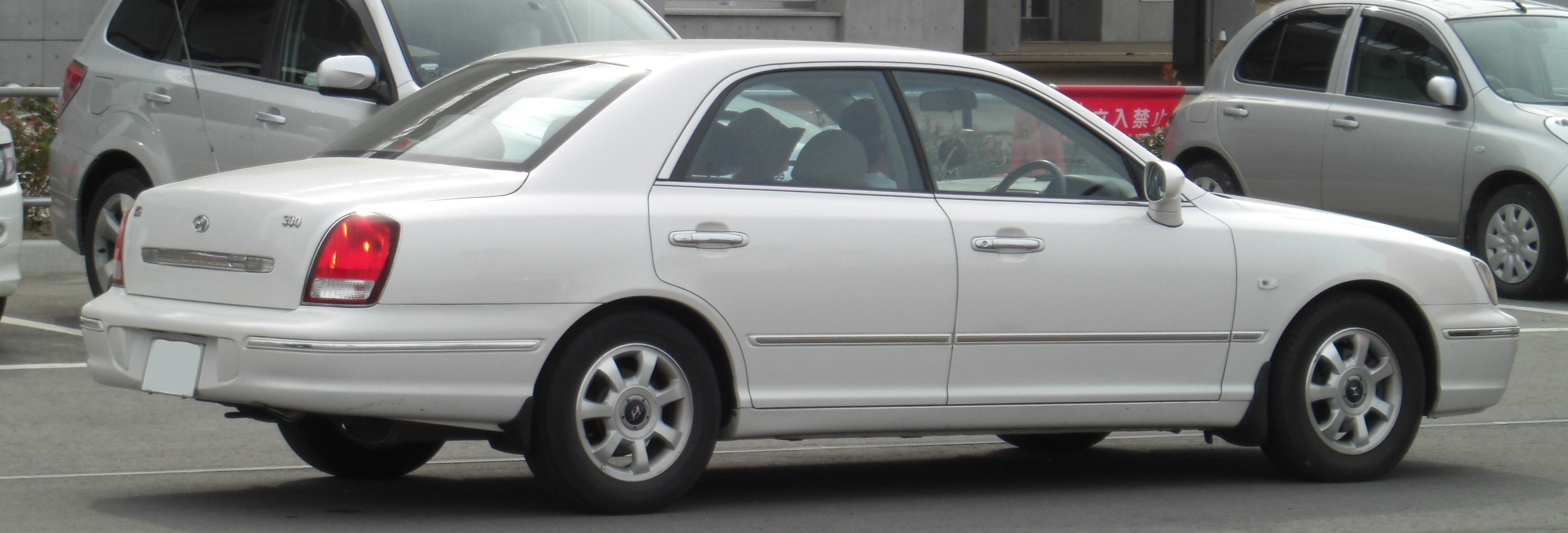
Hyundai XG300

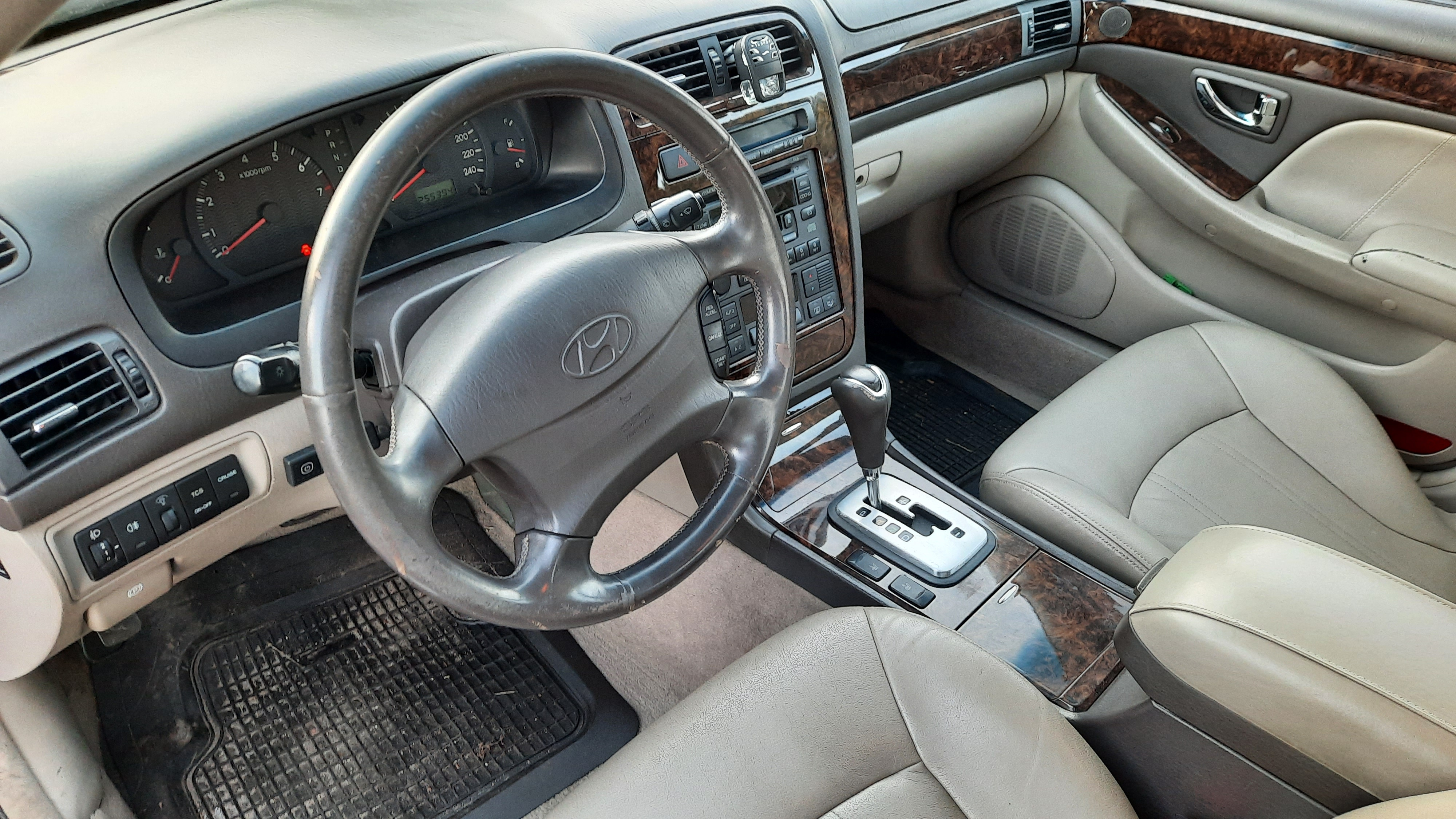

Прем'єра Hyundai XG як прототип відбулася в 1998 році в Парижі, а серійний автомобіль засвітився декількома місяцями пізніше на автосалоні в Сеулі. Автомобіль створений на платформі Hyundai Sonata c подовженою на 50 мм базою і на 165 мм габаритною довжиною. На батьківщині автомобіль носить назву Grandeur третього покоління і, на відміну від перших двох поколінь, цей седан є власною розробкою корейської компанії. У різні роки на автомобіль ставили різні мотори 2.0, 2.5, 3.0, а також 200-сильний V6 3.5 сімейства Sigma (з 2002 року). А ось вибору трансмісій не було: тільки передній привід у поєднанні з п'ятидіапазонним «автоматом» ZF Tiptronic. У цьому кузові седан Hyundai Grandeur випускався з 1998 по 2005 рік.
Базова комплектація пропонує: електропідсилювач керма, ABS, фронтальні і бічні подушки безпеки, обробка салону шкірою, іммобілайзер, центральний замок, клімат, круїз-контроль, електропривод склопідйомників, що підігріваються дзеркал і сидінь, протитуманні фари, датчик дощу, бортова система контролю, стереосистема з 4 динаміками, диски з легкого сплаву.

### Двигуни
- 2.0 л Δdelta V6
- 2.5 л Δdelta V6 163 к.с.
- 2.7 л Δdelta V6
- 3.0 л ΣSigma V6 188 к.с.
- 3.5 л ΣSigma V6 197 к.с.

## Hyundai Grandeur TG (2005—2011)

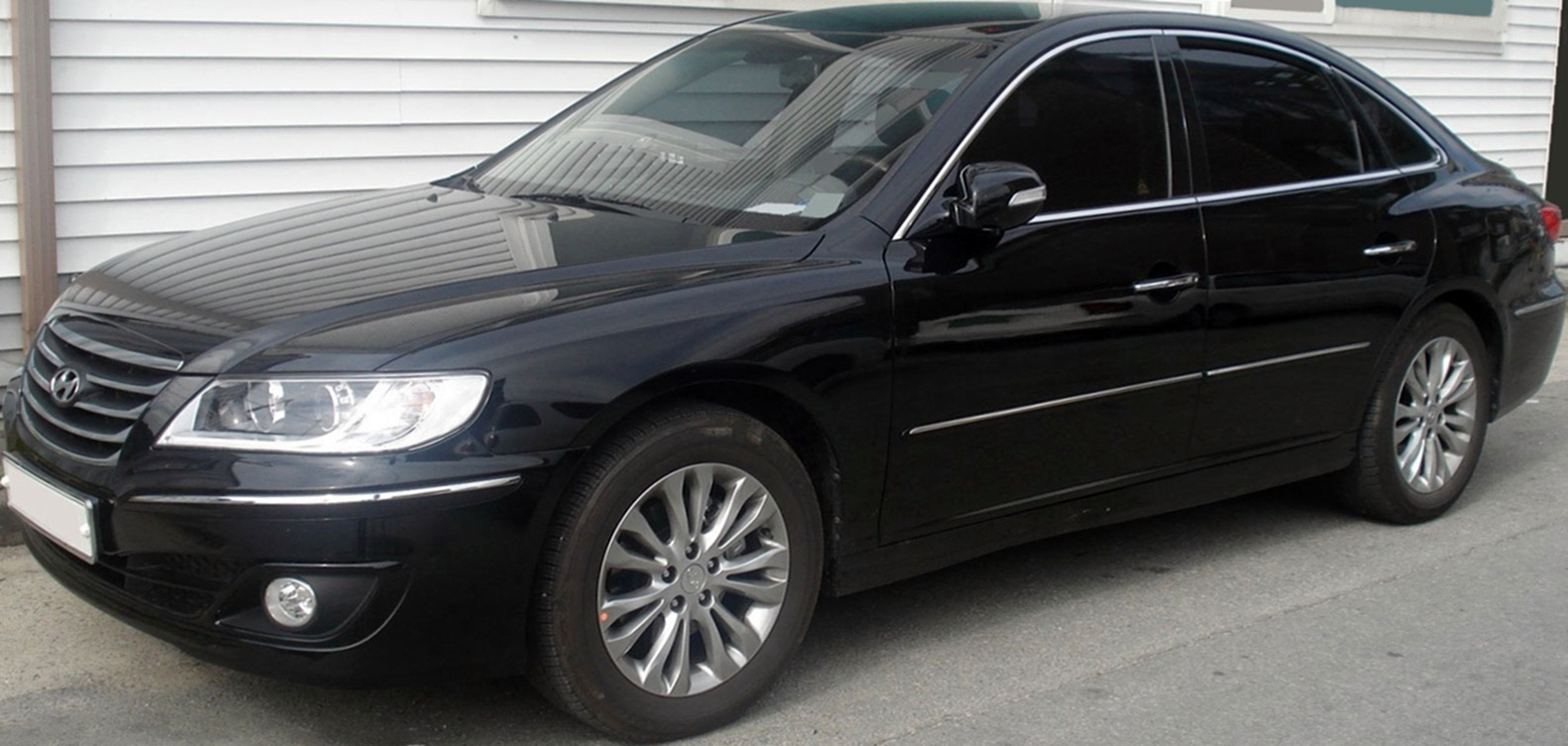
Hyundai Grandeur 4 (2009—2011)

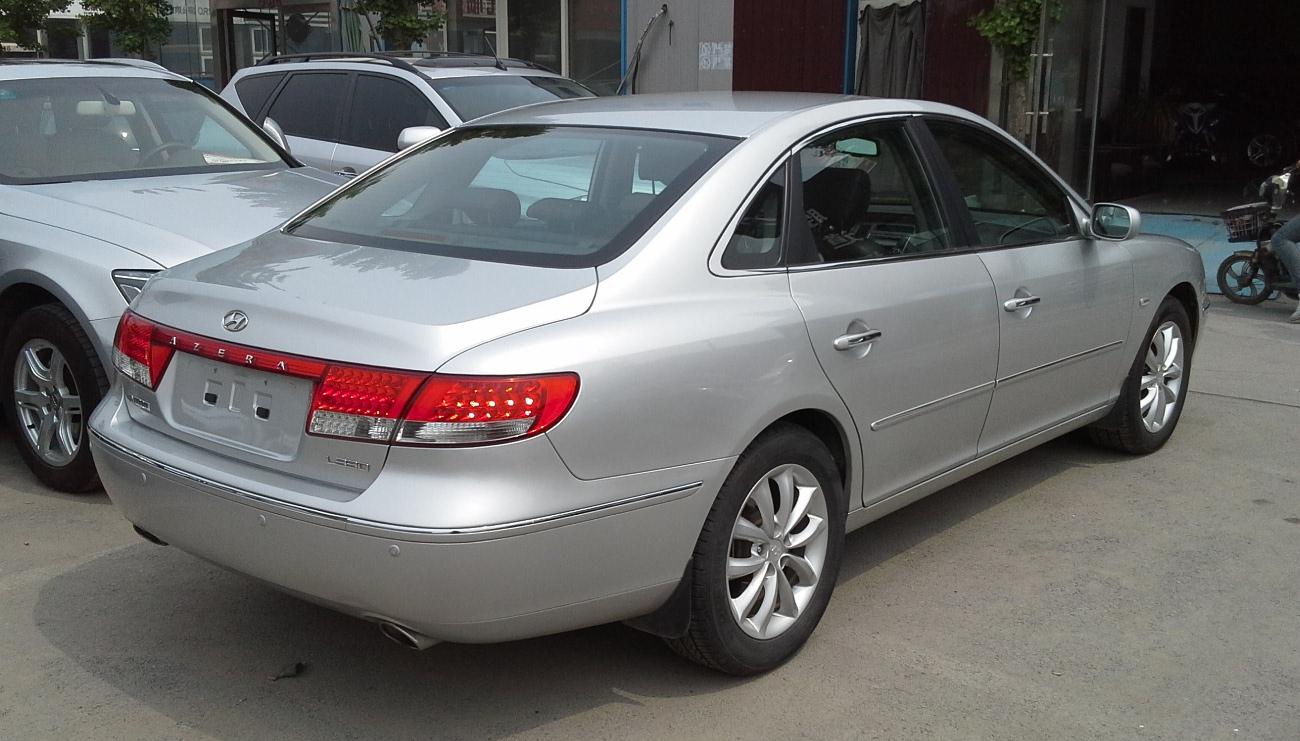
Hyundai Grandeur 4

У 2005 році дебютувало четверте покоління Грандера. Автомобіль був побудований на платформі седана Hyundai Sonata. За п'ять років виробництва він зазнав декілька незначних рестайлингом, в результаті яких седану підправили фальшрадіаторні ґрати, перенастроїли підвіску, змінили головну і задню оптику і додали мультимедійних девайсів. Гамма моторів була представлена п'ятьма бензиновими і дизельними двигунами: 2,2, 2,4, 2,7, 3,3 і 3,8 л (155—283 л.с.). Агрегати працювали в парі з п'ятьма-або шестиступінчастими «автоматами». У Південній Кореї і Чехії випуск седана бізнес-класу закінчився в 2010 році.

### Двигуни
- 2.4 л ΘTheta II I4 (175 к.с.)
- 2.7 л μ Mu V6 (192 к.с.)
- 3.3 л ΛLambda V6 (237-260 к.с.)
- 3.8 л ΛLambda V6 (265-283 к.с.)
- 2.2 л CRDI VGT diesel I4 (155 к.с.)

## Hyundai Grandeur HG (2011—2017)

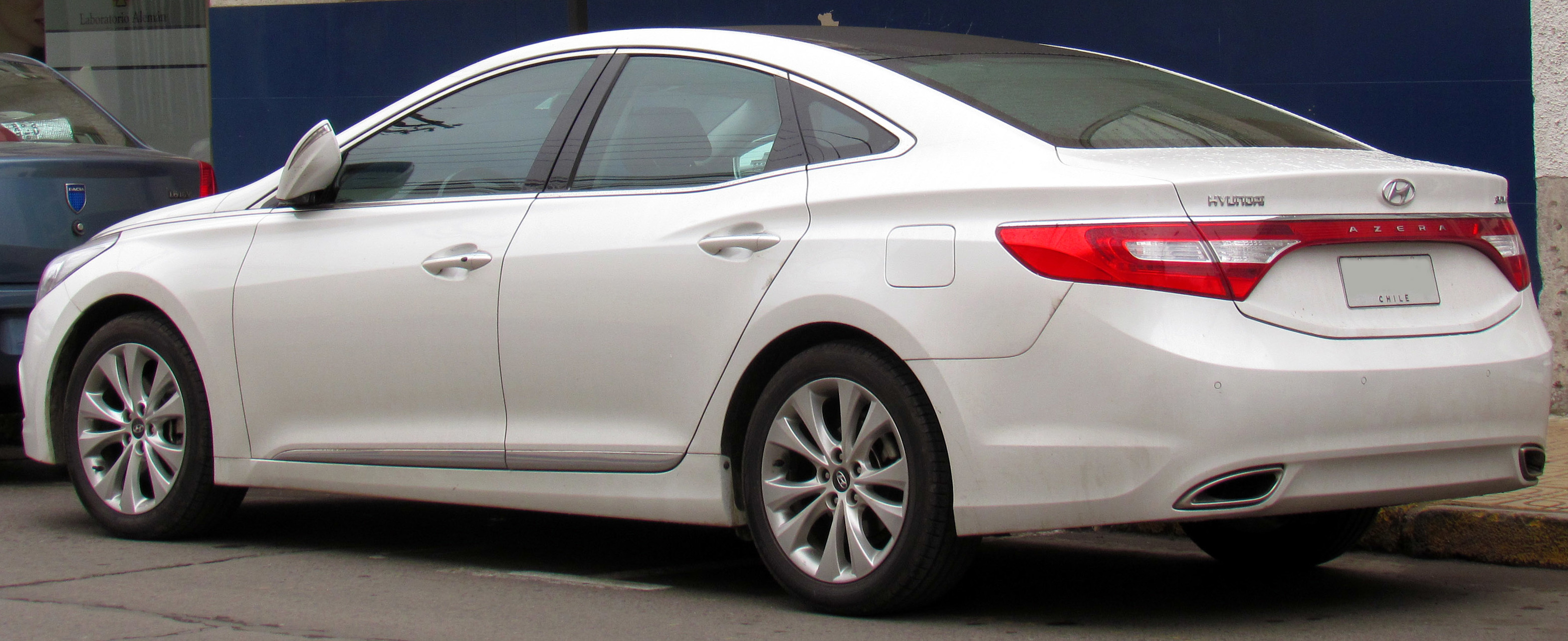
Hyundai Azera (з 2011)

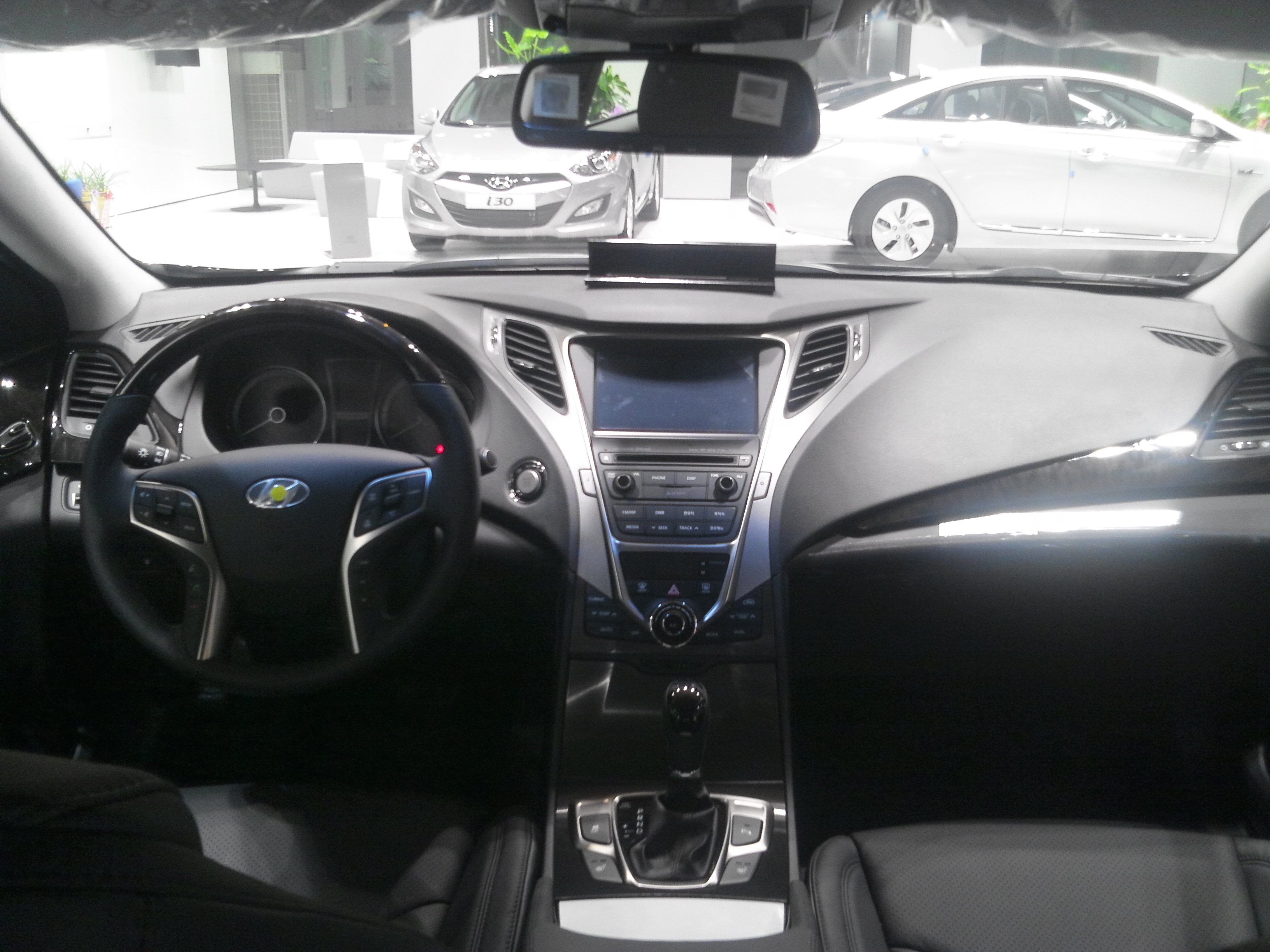
Hyundai Azera (з 2011)

13 січня 2011 року з'явився Hyundai Grandeur п'ятого покоління. Його конструкція заснована на Hyundai Sonata YF.
Базові моделі Hyundai Grandeur постачаються з тканинною обшивкою, імобілайзером двигуна, антиблокувальною гальмівною системою, подвійними передніми подушками безпеки, вікнами та дзеркалами з електроприводом, литими дисками коліс, протитуманними вогнями та складними, у співвідношенні 60/40, задніми сидіннями.

### Двигуни
- 2.4 L ΘTheta II I4 (178 к.с.)
- 2.4 L ΘTheta II I4 GDI (198 к.с.)
- 3.0 L ΛLambda II V6 (247 к.с.)
- 3.0 L ΛLambda II V6 GDI (266 к.с.)
- 3.3 L ΛLambda II V6 GDI (293 к.с.)
- 2.2 L Hyundai R І4 дизель
- 2.4 л G4KK MPI Theta II I4 + електродвигун (Hybrid)

## Hyundai Grandeur IG (2016—2022)

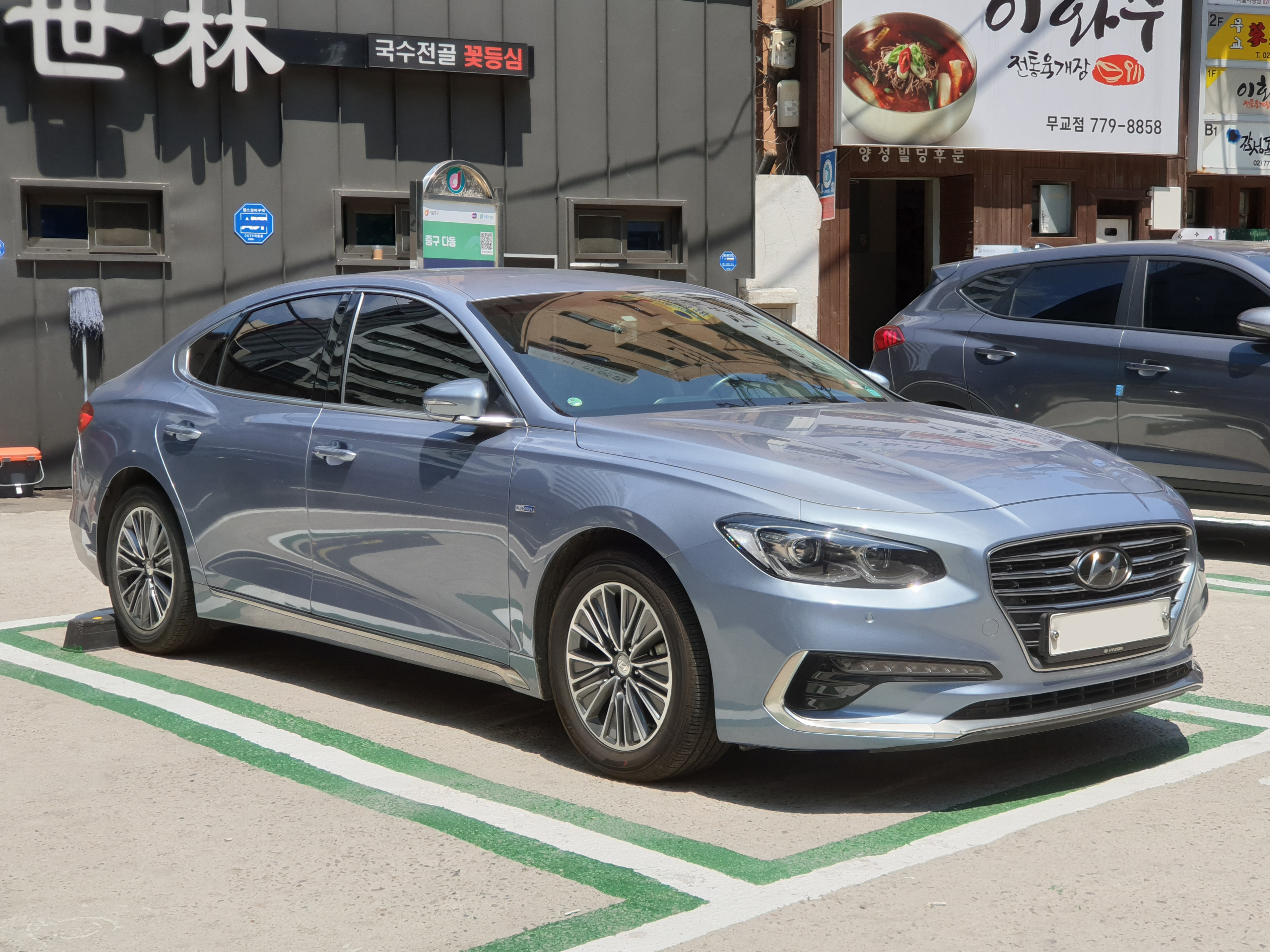
Hyundai Grandeur 6 (2016-2019)

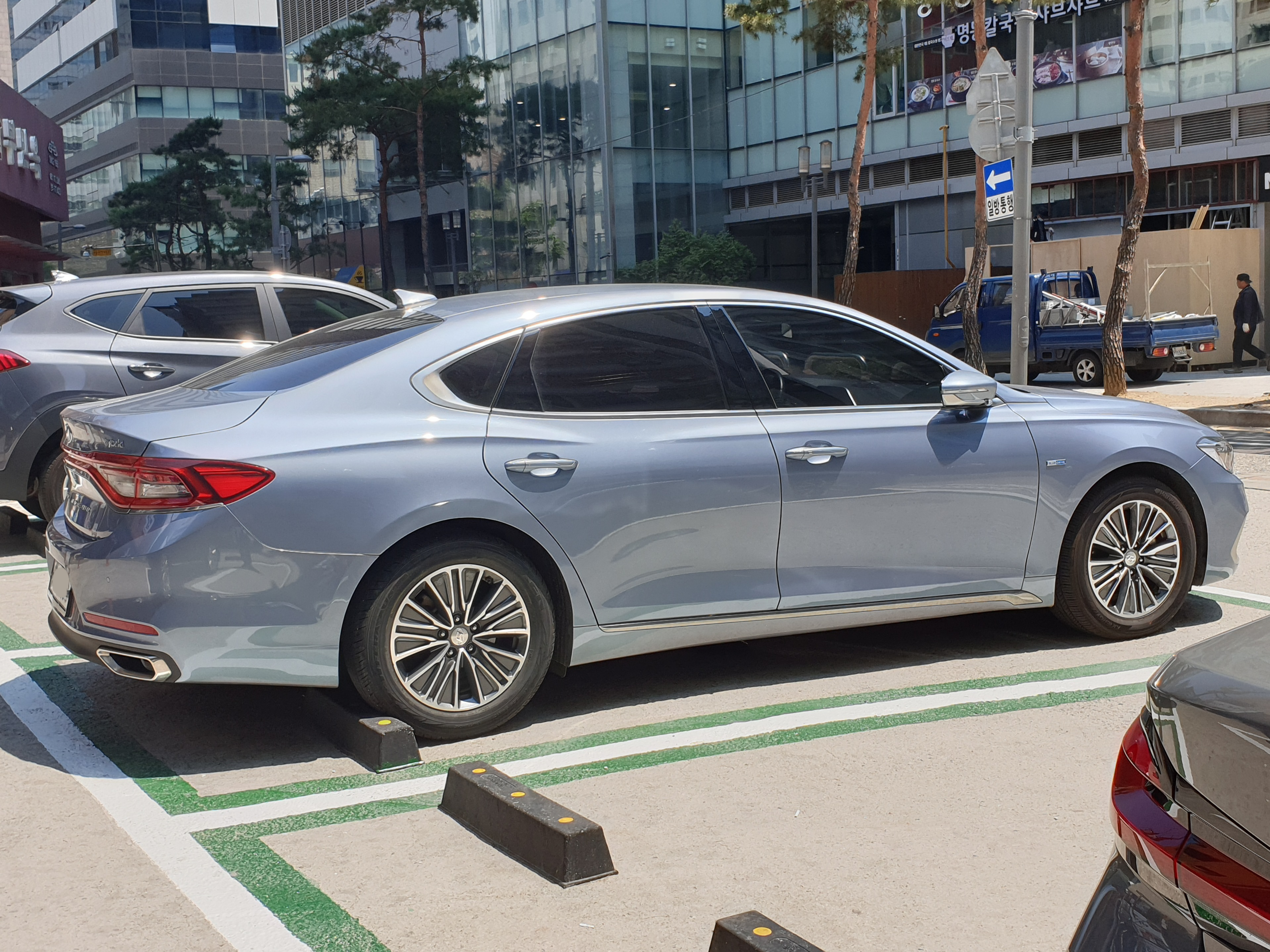
Hyundai Grandeur 6 (2016-2019)

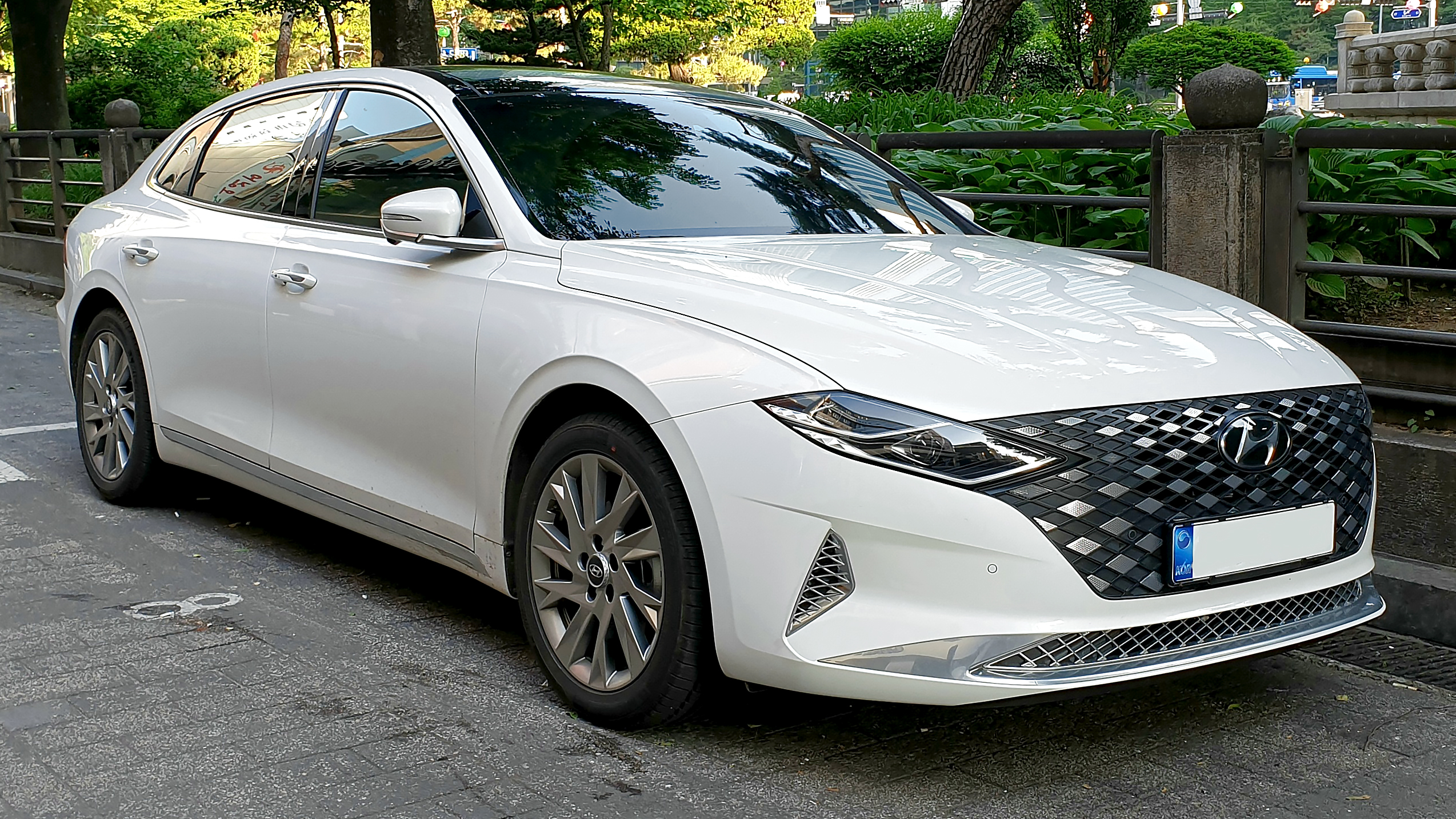
Hyundai Grandeur 6 (2019-2022)

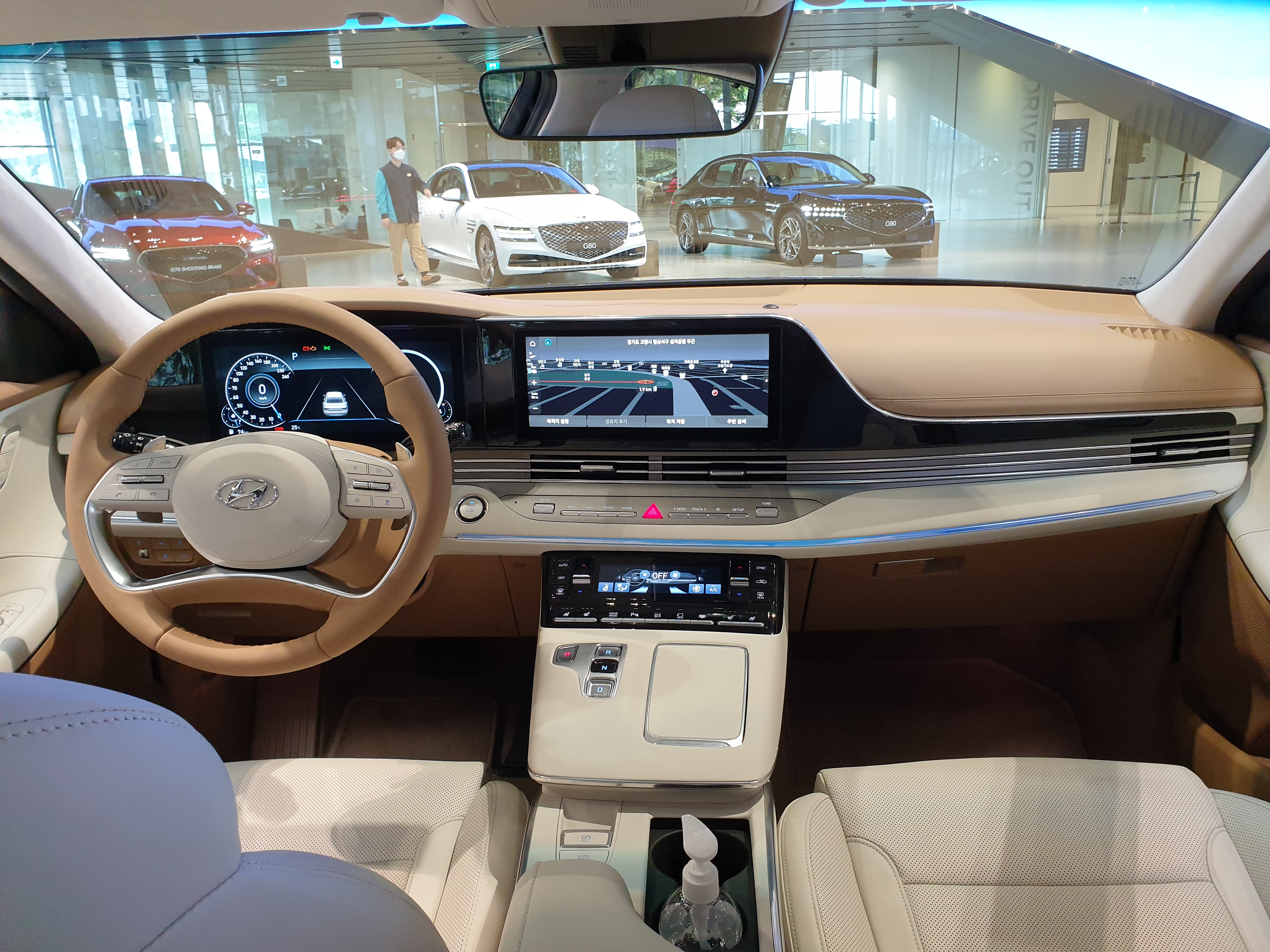

11 травня 2016 року з'явився Hyundai Grandeur шостого покоління. Продажа почалась 2 листопада того ж року. Для Hyundai 2016 року доступний, хоча і єдиний, але дуже потужний 3,3-літровий 6-циліндровий бензиновий силовий агрегат, потужністю 293 к.с., працює в парі з 6 АКПП з ручним регулюванням Shiftronic, яка також називається Hyundai Active Eco mode. Показники витрати палива в місті — 11,8л/100 км, по трасі — 7,8 л/100 км і при змішаному циклі — 9,8 л/100 км. Розгін до сотні здійснюється за 6,2 с. Автомобіль оснащується переднім приводом.
У 2017 році Hyundai Azera тестувався в Страховому Інституті Безпеки Дорожнього Руху і отримав «добре» по параметрам фронтальний удар, бічна сторона, міцність даху, підголівники і сидіння.

### Модернізація 2019
Оновлений Grandeur був представлений у листопаді 2019 року. Автомобіль збільшився: колісна база зросла на 40 мм, довжина на 60 мм і ширина на 10 мм. Зовнішні зміни включають більшу решітку радіатора з покажчиками повороту та денними ходовими вогнями (DRL), інтегрованими в ромбові візерунки решітки, а також нові фари та задні ліхтарі. Зміни в інтер’єрі включають нову додаткову 12,3-дюймову широкоформатну інформаційно-розважальну систему, нові кнопки перемикання передач за допомогою проводів (SBW), які замінюють старий важіль коробки передач, і новий сенсорний екран для клімат-контролю. Серед інших змін — нова система дистанційного паркування та вдосконалена система автономного екстреного гальмування.

### Двигуни
- 2.4 л G4KJ Theta II I4 GDI (190 к.с.)
- 2.5 л G4KN SmartStream G I4 GDI (198 к.с.)
- 3.0 л L6DB ΛLambda II V6 (247 к.с.)
- 3.0 л G6DG ΛLambda II V6 GDI (266 к.с.)
- 3.3 л G6DH ΛLambda II V6 GDI (290 к.с.)
- 3.5 л ΛLambda II V6 (286 к.с.)
- 2.2 л D4HB E-VGT R2.2 I4 Turbo-diesel (202 к.с.)
- 2.4 л G4KK MPI Theta II I4 + електродвигун (Hybrid)

## Hyundai Grandeur (GN7; з 2022)

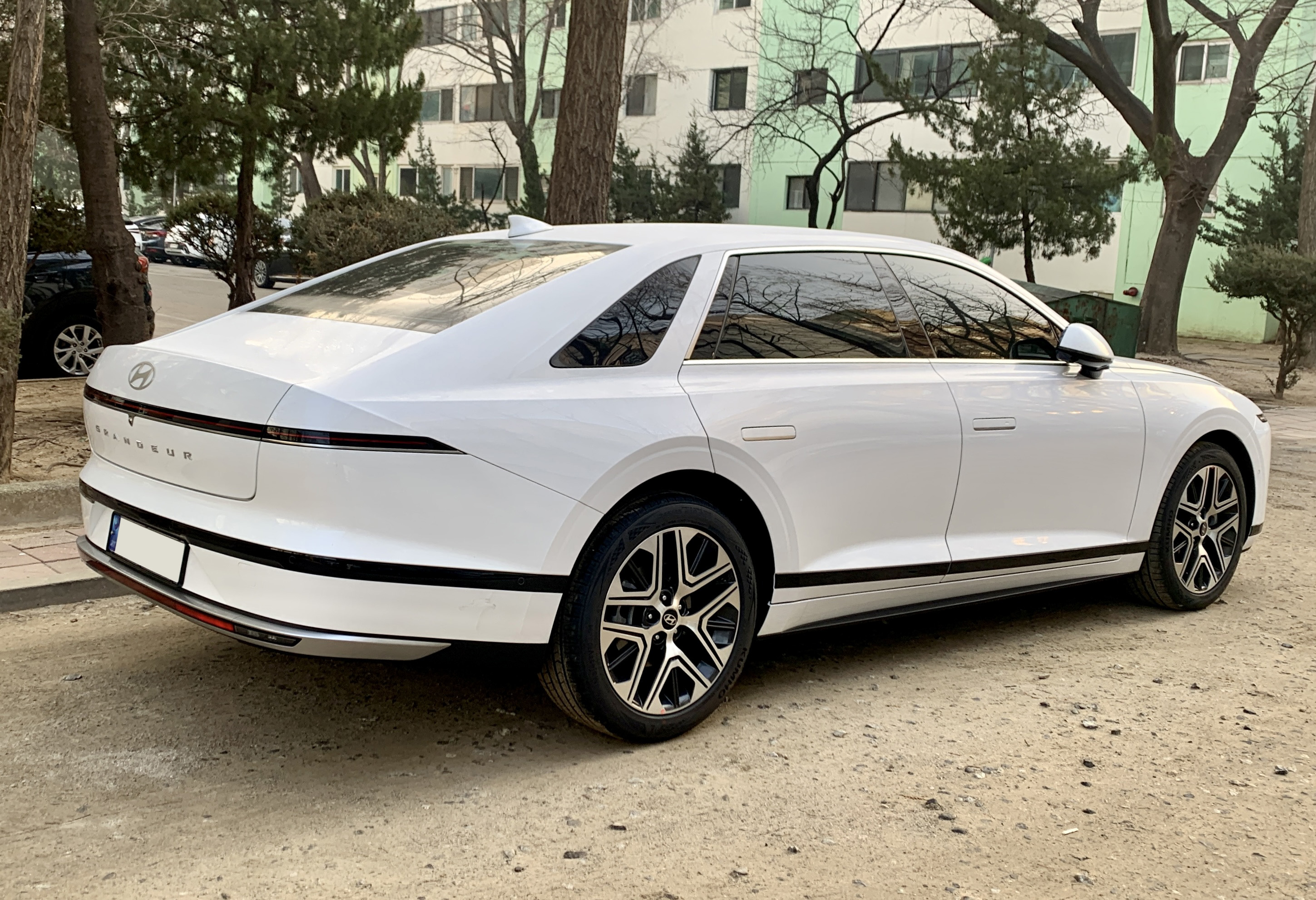
Hyundai Grandeur 7

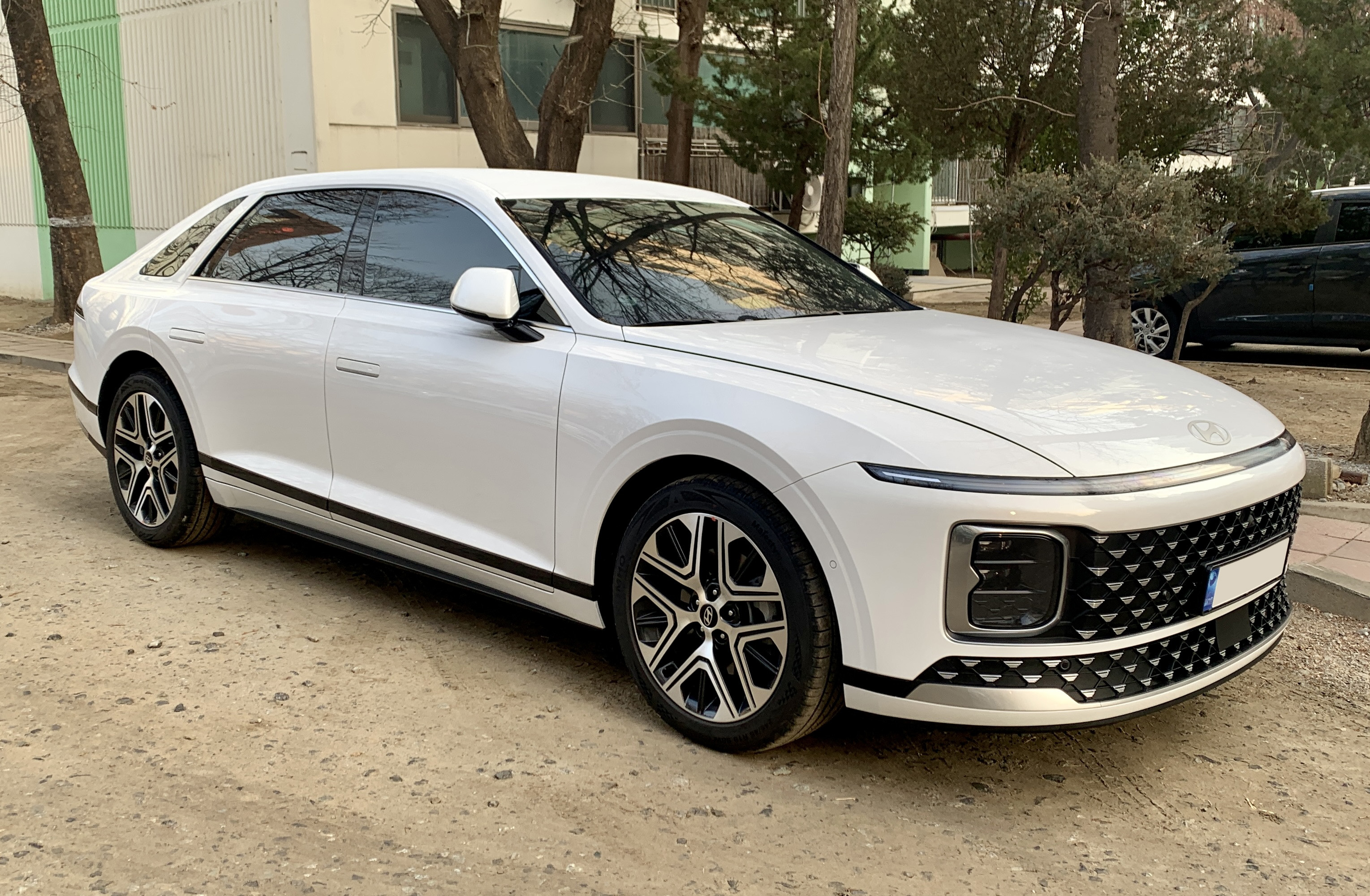
Hyundai Grandeur 7

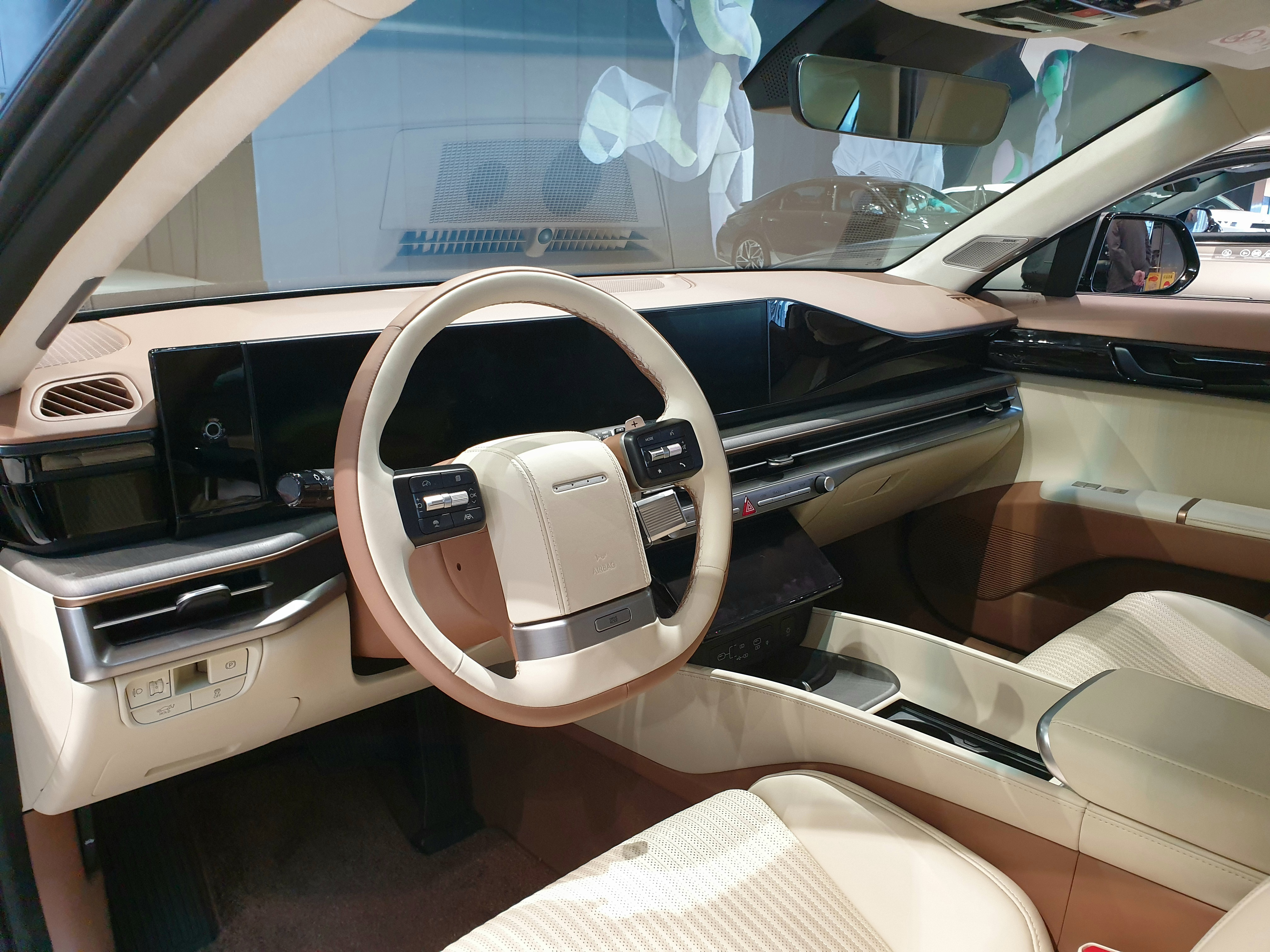

Сьоме покоління було випущено в Південній Кореї 14 листопада 2022 року. Автомобіль збудовано на платформі Hyundai-Kia N3, що й Kia K8. Порівняно з попередньою моделлю загальна довжина становить 5035 мм, що на 45 мм більше, а колісна база та задній звис збільшені на 10 мм і 50 мм, відповідно.
Екстер’єр має DRL і габаритні ліхтарі, які плавно з’єднані в горизонтальну компоновку на всю ширину з інтегрованими функціями покажчиків повороту, і точки капота, переміщені в задню частину. Інтер’єр має охоплюючу структуру з м’яко розповсюджуваними лампами, що створюють настрій, і візерунком на оздобленні дверей, розробленим у корейському стилі.
Grandeur сьомого покоління оснащений інформаційно-розважальною системою ccNC, двома вбудованими камерами, двома цифровими ключами, внутрішньою системою аутентифікації за відбитками пальців, відкидом (заднє сидіння) і електроприводом дверних шторок. Гібридна модель оснащена приводом E-motion, який використовує приводний двигун для покращення ходових характеристик.

### Двигуни
Бензинові:
- 2.5 L Smartstream G2.5 GDI I4 198 к.с.
- 3.5 L Smartstream G3.5 GDI V6 300 к.с.

hybrid:
- 1.6 L Smartstream G1.6 T-GDI I4 230 к.с.

Бензинові LPG:
- 3.5 L Smartstream L3.5 LPi V6 240 к.с.

## Продажі в США по календарних роках
| 2000  | 2001   | 2002   | 2003   | 2004   | 2005   | 2006   | 2007   | 2008   | 2009  |
| ----- | ------ | ------ | ------ | ------ | ------ | ------ | ------ | ------ | ----- |
| 2,004 | 17,884 | 16,666 | 17,928 | 16,630 | 17,645 | 26,833 | 21,948 | 14,461 | 3,808 |
| 2010  | 2011   | 2012   | 2013   | 2014   | 2015   | 2016   | 2017   | 2018   | 2019  |
| 3,051 |        |        |        |        |        |        |        |        |       |
| —     | —      | —      | —      | —      | —      | —      |        |        |       |